# Kim Ok
Kim Ok (김옥?, 金玉?, Gim OkLR, Kim OkMR) (Corea del Nord, 24 agosto 1964) è una politica nordcoreana.

## Biografia
Impiegata governativa, Kim Ok è stata la segretaria personale di Kim Jong-il dagli anni ottanta fino alla sua morte e, dopo la morte di Ko Yong-hui, ha regolarmente incontrato visitatori stranieri ufficiali come first lady de facto, si vocifera addirittura che essa sia stata quarta moglie dell'ex leader della Repubblica Popolare Democratica di Corea.
Prima di diventare un'impiegata governativa Kim è stata una musicista con un diploma in pianoforte ottenuto presso l'Università di musica e danza di Pyongyang. Alcune fonti sostengono che nel settembre 2012 si sia recata a Berlino per sottoporsi a cure mediche.
Dopo la morte di Kim Jong-il, Kim Ok fu premiata, assieme ad altre 131 persone, con l'Ordine di Kim Jong-il per i servizi resi nell'edificazione di una "fiorente nazione socialista".
Nei primi giorni del luglio 2016, Kim Ok fu bersaglio di una delle purghe del governo di Kim Jong-un e deportata in un campo di lavoro.